# Gorlans ruiner
Gorlans ruiner (på engelska The Ruins of Gorlan) är den första boken i fantasyserien Spejarens lärling av den australensiske författaren John Flanagan. Den släpptes först i Australien den 1 november 2004, i USA den 16 juni 2005, och i Sverige 17 april 2007. Flanagan upptäckte först romanens värld genom en serie berättelser han skrev för sin son för att väcka hans intresse i böcker. Tio år senare bestämde han sig för att göra om berättelserna till en roman, som blev Gorlans ruiner. Han hade från början inte planerat att boken skulle bli en hel serie, och han vet ännu inte hur många böcker som kommer att göras.

## Koncept och utveckling
Gorlans ruiner började skrivas på 1990-talet som en serie korta berättelser av författaren John Flanagan till sin son Michael, för att uppmuntra honom till att börja läsa. Flanagan skrev en berättelse varje vecka under tjugo veckor, och ungefär tio år senare, återvände han till dem för att göra dem till en roman. Karaktären Horace baserades på Michaels vän Jeremy, men i originalberättelserna gjorde Flanagan honom till antagonisten. I originalhistorierna försvinner Horace efter att Will räddat hans liv vid vildsvinsjakten, men i romanen gjordes Morgarath till antagonisten medan Horace återvände som Wills vän efter vildsvinsjakten. Flanagan tyckte att idén med en mobbare som blev mobbad var ett starkt koncept som inte var med i originalberättelserna utan senare inarbetades i romanen. Han planerade den parallella historien med Horace för att utveckla hur han skulle kunna hjälpa Will med sitt "linjära tänkande". Flanagan var försiktig med att klargöra att Horace inte var dum, han bara tänkte klarare och rakare än Will, som tänkte mer vilt, och detta hjälpte att balansera de två. Will var baserad på Flanagans son Michael, och delade flera fysiska attribut, inklusive sin lilla kropp och sina smidiga rörelser. Flanagan ville visa sin son att det fanns fördelar i att vara liten, och att alla hjältar inte behövde vara långa och muskulösa.

## Ljudbok
En ljudboksversion släpptes av Recorded Library och innehåller sju CD-skivor, totalt åtta timmar. Boken läses av John Keating, som prisades av Kristi Elle Jemtegaard från Horn Book Magazine. Jemtegaard fann att "Keatings röst lyser igenom med heroisk stämma, faller till en viskning, och går sedan fullt ut i en strid. Det är bra takt, och spännande äventyr låter läsaren vänta för nästa del." Keatings arbete prisades även av Lolly Gepson från Booklist. Gepson prisade Keating för sina varianter på de olika rösterna, som en hes röst åt Morgorath, en "Hiberniansk" accent åt Halt och en mäktig röst åt kungen. Charli Osborne från School Library Journal kallade Keatings röst "beläst och drivande" och kände att lyssnarna skulle vänta spänt på nästa volym.

## Mottagande
Recensioner prisade karaktärerna och historien i Gorlans ruiner. Steven Engelfried från School Library Journal uppskattade hur beskrivningen av spejare, möten med mobbare och vildsvinet vilket "hjälper att fastställa pojkens karaktär". Engelfried sade att "handlingen rör sig med bra takt mot klimaxet, vilket låter läsarna lära känna världen och karaktärerna medan spänningen byggs upp". Han kände dock att det plötsliga välkomnandet av allmänheten var lite överdrivet med tanke på att spejare ska vara tysta och ensamma. Carolyn Phelan från Booklist prisade hur Will var en normal hjälte utan magiska krafter, vilket gjorde honom originell och trovärdig.. Phelan tyckte att omgivningen var "en färgglad värld, hotad av en elak mästare och hans onda allierade, men de alldagliga detaljerna och de trovärdiga känslorna var minnesvärda". Kirkus Reviews fann att "Flanagan gör inget för att lyfta upp de stereotypa karaktärerna, de typiska teman och den konventionella, tv-spelslika handlingen över det typiska, men läsare som gillar snabbtaktiga äventyr med förutsägbara slut (kalkera och mobbarna besegras, Will och Horace blir hjältar och kompisar) blir inte besvikna".

## Utmärkelser
Gorlans ruiner vann Aurealis Award 2004 och valdes till "Notable Book" 2005 av Children's Book Council of Australia. 2008 nominerades boken till Grand Canyon Reader Award.

## Film
2008 hade United Artists köpt upp filmrättigheterna för boken, och de rapporterades då diskutera att göra en film med den kanadensiske regissören Paul Haggis.